# 高橋亘
高橋 亘（たかはし わたる、1909年1月4日 - 2005年8月19日）は、日本の哲学・宗教学者。
東京出身。1923年京都帝国大学文学部独文科入学、転じて1934年哲学科卒。のち静岡大学教授を務め、1972年定年退官、名誉教授。

## 著書
- 『絶対と深淵 ヘーゲルとキェルケゴール』育英書院 1942
- 『倫理学序説』冬書房 1947
- 『キエルケゴール』新教出版社 1950
- 『聖アウグスチヌス「告白録」講義』理想社 1966
- 『西洋神秘主義思想の源流』創文社 1971
- 『アウグスチヌスと第十三世紀の思想』創文社 1980
- 『倫理から宗教へ』南窓社 キリスト教歴史双書 1990

### 共編
- 『日本の風土とキリスト教 ハインリヒ・デュモリン師の還暦を記念して』岡田純一,安斎伸、大谷啓治、角田信三郎共編 理想社 1965

### 翻訳
- マックス・ヴェーバー『資本主義の精神』訳註 大学書林 1938
- フィヒテ『浄福なる生への指教』岩波文庫 1938　『浄福なる生への導き』堀井泰明補訳 平凡社ライブラリー、2000
- 『聖アウグスチヌス「秩序論」』中央出版社 1954